# Ferguson (Familienname)
Ferguson ist ein englischer Familienname.

## Herkunft und Bedeutung
Ferguson ist ein ursprünglich patronymisch gebildeter englischer Familienname irischer und schottischer Herkunft mit der Bedeutung „Sohn des Fergus“. Fergus ist seinerseits die anglisierte Form des irisch-schottischen männlichen Vornamens Fearghas mit der Bedeutung „ein Mann voller Kraft“ (engl. man of vigour).

## Namensträger

### A
- Adair Ferguson (* 1955), australische Ruderin
- Adam Ferguson (1723–1816), schottischer Historiker
- Al Ferguson (1888–1971), irisch-amerikanischer Schauspieler
- Alan Ferguson (* 1943), australischer Politiker
- Alex Ferguson (* 1941), schottischer Fußballtrainer
- Allan Ross Ferguson (* 1943), neuseeländischer Botaniker
- Allyn Ferguson (1924–2010), US-amerikanischer Jazzmusiker, Arrangeur und Komponist
- Anne Ferguson(1941–1998), schottische Gastroenterologin
- Annette Ferguson, schottische Astrophysikerin

### B
- Barry Ferguson (* 1978), schottischer Fußballspieler
- Ben Ferguson (* 1995), US-amerikanischer Snowboarder
- Bianca Ferguson (* 1955), US-amerikanische Schauspielerin
- Bob Ferguson (Golfspieler) (Robert Ferguson; 1848–1915), schottischer Golfspieler
- Bob Ferguson (Musiker) (Robert Bruce Ferguson; 1927–2001), US-amerikanischer Songschreiber und Musikproduzent
- Bob Ferguson (Footballspieler) (Robert Eugene Ferguson; 1939–2004), US-amerikanischer American-Football-Spieler
- Bob Ferguson (Eishockeyspieler) (* 1954), US-amerikanischer Eishockeyspieler und -trainer
- Bob Ferguson (Leichtathlet) (* 1962), kanadischer Stabhochspringer
- Bob Ferguson (Politiker) (Robert Watson Ferguson; * 1965), US-amerikanischer Jurist und Politiker
- Bobbie Faye Ferguson (1943–2022), US-amerikanische Schauspielerin und NASA-Mitarbeiterin
- Brad Ferguson (* 1953), US-amerikanischer Science-Fiction-Schriftsteller
- Bruce Ferguson (* 1970), fidschianisch-japanischer Rugby-Union-Spieler

### C
- Cat Ferguson (* 2006), britische Radrennfahrerin
- Catherine Ferguson († 1854), US-amerikanische Philanthropin
- Cathy Ferguson (* 1948), US-amerikanische Schwimmerin
- Cecil Ferguson (1883–1943), US-amerikanischer Baseballspieler
- Charles A. Ferguson (1921–1998), US-amerikanischer Linguist
- Charles D. Ferguson, US-amerikanischer Physiker und Politikwissenschaftler
- Charles Frederick Ferguson (um 1833–1909), kanadischer Arzt und Politiker
- Charles H. Ferguson (* 1955), US-amerikanischer Filmregisseur und -produzent
- Charlie Ferguson (Baseballspieler, 1863) (Charles J. Ferguson; 1863–1888), US-amerikanischer Baseballspieler
- Charlie Ferguson (Baseballspieler, 1875) (Charles Augustus Ferguson; 1875–1931), US-amerikanischer Baseballspieler
- Charlie Ferguson (Fußballspieler, 1910) (Charles Ferguson; 1910–1995), schottischer Fußballspieler und -trainer
- Charlie Ferguson (Musiker) (Little Jazz Ferguson; 1929–2012), US-amerikanischer Saxophonist
- Charlie Ferguson (Fußballspieler, 1930) (Charles Ferguson; 1930–2017), schottischer Fußballspieler
- Chris Ferguson (Theologe) (* 1953), kanadischer Theologe
- Chris Ferguson (Pokerspieler) (Christopher Philip Ferguson; * 1963), US-amerikanischer Pokerspieler
- Chris Ferguson (Basketballspieler) (* 1989), US-amerikanischer Basketballspieler
- Christopher Ferguson (* 1961), US-amerikanischer Astronaut
- Clarence Clyde Ferguson junior (1924–1983), US-amerikanischer Diplomat
- Colen Ferguson († 1917), US-amerikanischer Politiker
- Colin Ferguson (* 1972), kanadischer Schauspieler
- Craig Ferguson (* 1962), schottischer Moderator, Komiker und Schauspieler
- Craig Ferguson (Eishockeyspieler) (Craig Malcolm Ferguson; * 1970), kanadischer Eishockeyspieler

### D
- D’Brickashaw Ferguson (* 1983), US-amerikanischer American-Football-Spieler
- Darren Ferguson (* 1972), schottischer Fußballspieler und -trainer
- Dave Ferguson (Boxer) (* 1976), britischer Boxer
- David Ferguson (Reformator) (um 1533–1598), schottischer Reformator und Sprichwortsammler
- David Ferguson (Politiker) (1844–1891), australischer Politiker
- David Ferguson (Geologe) (1857–1936), schottischer Geologe und Forschungsreisender
- David Ferguson (Impresario) (* 1947), US-amerikanischer Impresario
- David Ferguson (Komponist) (1953–2009), britischer Filmkomponist
- David Ferguson (Volleyballspieler) (* 1982), australischer Volleyballspieler
- David Ferguson (Fußballspieler, 1994) (* 1994), englischer Fußballspieler
- David Ferguson (Fußballspieler, 1996) (* 1996), schottischer Fußballspieler
- David R. Ferguson (* 1962), US-amerikanischer Sounddesigner und Musikproduzent
- Debbie Ferguson-McKenzie (* 1976), bahamaische Leichtathletin
- Derek Ferguson (* 1967), schottischer Fußballspieler
- Donald Ferguson (1921–1985), US-amerikanischer Radrennfahrer
- Don Ferguson (Ruderer) (1912–1970), australischer Ruderer
- Don Ferguson (Politiker) (1936–2013), australischer Politiker
- Don Ferguson (Schauspieler) (* 1946), kanadischer Schauspieler
- Drew Ferguson (* 1966), US-amerikanischer Politiker
- Duncan Ferguson (* 1971), schottischer Fußballspieler
- Duncan P. Ferguson (1901–1974), US-amerikanischer Bildhauer
- Dwight Ferguson (* 1970), bahamaischer Leichtathlet
- Dylan Ferguson (* 1998), kanadischer Eishockeytorwart

### E
- Elsie Ferguson (1883–1961), US-amerikanische Schauspielerin
- Emma Ferguson (* 1975), britische Schauspielerin
- Evan Ferguson (* 2004), irischer Fußballspieler

### F
- Fenner Ferguson (1814–1859), US-amerikanischer Politiker
- Francesca Ferguson (* 1967), britische Journalistin und Kuratorin
- Frank Ferguson (1899–1978), US-amerikanischer Schauspieler

### G
- Gabe Ferguson (* 1999), US-amerikanischer Snowboarder
- George Ferguson (1883–1943), US-amerikanischer Baseballspieler, siehe Cecil Ferguson
- George Ferguson (Schauspieler) (George Hart Ferguson; 1890–1961), US-amerikanischer Schauspieler
- George Ferguson (Cricketspieler) (George William Ferguson; 1912–1995), argentinischer Cricketspieler
- George Ferguson (Eishockeyspieler, 1935) (1935–2013), kanadischer Eishockeyspieler
- George Ferguson (Politiker) (George Robin Paget Ferguson; * 1947), britischer Politiker
- George Ferguson (Eishockeyspieler, 1952) (George Stephen Ferguson; 1952–2019), kanadischer Eishockeyspieler
- George Howard Ferguson (1870–1947), kanadischer Politiker, siehe Howard Ferguson (Politiker)
- Gerald Ferguson (1937–2009), US-amerikanisch-kanadischer Maler, Konzeptkünstler und Hochschullehrer
- Glenn W. Ferguson (1929–2007), US-amerikanischer Diplomat

### H
- Harry Ferguson (1884–1960), irischer Ingenieur und Erfinder
- Helaman Ferguson (* 1940), US-amerikanischer Mathematiker und Bildhauer
- Helen Ferguson (1900/1901–1977), US-amerikanische Schauspielerin
- Homer S. Ferguson (1889–1982), US-amerikanischer Politiker
- Howard Ferguson (Politiker) (1870–1946), kanadischer Politiker
- Howard Ferguson (Komponist) (1908–1999), irisch-britischer Komponist und Musikwissenschaftler

### I
- Ian Ferguson (Kanute) (* 1952), neuseeländischer Kanute
- Ian Ferguson (Fußballspieler, 1967) (* 1967), schottischer Fußballspieler und -trainer
- Ian Ferguson (Fußballspieler, 1968) (* 1968), schottischer Fußballspieler
- Ian Ferguson (Produzent), britischer Produzent, Drehbuchautor und Filmschaffender
- Ian Keith Ferguson (* 1938), irischer Botaniker

### J
- James Ferguson (Astronom, 1710) (1710–1776), schottischer Astronom und Instrumentenbauer
- James Ferguson (Politiker, 1735) (1735–1820), schottischer Politiker
- James Ferguson (Astronom, 1797) (1797–1867), schottisch-amerikanischer Astronom
- James Ferguson (Musiker) († 1997), kanadischer Musiker
- James Ferguson (Politiker, 1908) (1908–1975), australischer Politiker
- James Ferguson (Politiker, 1925) (1925–2013), kanadischer Politiker
- James Ferguson (Ringer), US-amerikanischer Ringer
- James Ferguson (Wasserballspieler) (* 1949), US-amerikanischer Wasserballspieler
- James Ferguson (Anthropologe) (1959–2025), US-amerikanischer Anthropologe
- James Ferguson, Lord Pitfour (1700–1777), schottischer Jurist
- James Ferguson-Lees (1929–2017), britischer Ornithologe
- James E. Ferguson (1871–1944), US-amerikanischer Politiker (Texas)
- Jason Ferguson (* 1969), englischer Snookerspieler und Billardfunktionär
- Jay Ferguson (Musiker) (John Arden Ferguson; * 1947), US-amerikanischer Musiker und Komponist
- Jay R. Ferguson (* 1974), US-amerikanischer Schauspieler
- Jennifer Ferguson (* 1961), südafrikanische Sängerin und Friedensaktivistin
- Jesse Ferguson (* 1957), US-amerikanischer Boxer
- Jesse Tyler Ferguson (* 1975), US-amerikanischer Schauspieler
- Jock Ferguson (1946–2010), australischer Politiker
- Joe Ferguson (Rugbyspieler) (um 1879–1936), englischer Rugbyspieler
- Joe Ferguson (Baseballspieler) (* 1946), US-amerikanischer Baseballspieler
- Joe Ferguson (Footballspieler) (* 1950), US-amerikanischer American-Football-Spieler
- Joe Ferguson (Leichtathlet) (* 2000), britischer Leichtathlet
- Joe Ferguson (Fußballspieler) (* 2002), indonesisch-englischer Fußballspieler
- John Ferguson (Politiker) (vor 1815–1832), US-amerikanischer Politiker, Bürgermeister von New York City
- John Ferguson (Chemiker) (1838–1916), britischer Chemiker und Chemiehistoriker
- John Ferguson (Fußballspieler, 1848) (1848–1929), schottischer Fußballspieler
- John Ferguson (Fußballspieler, 1902) (1902–1942), englischer Fußballspieler
- John Ferguson senior (1938–2007), kanadischer Eishockeyspieler, -trainer, -scout und -funktionär
- John Ferguson (Fußballspieler, 1939) (* 1939), schottischer Fußballspieler
- John Ferguson (Curler), kanadischer Curler
- John Ferguson (Rugbyspieler) (* 1954), australischer Rugby-League-Spieler
- John Ferguson junior (* 1969), kanadischer Eishockeyspieler und -funktionär
- John Pyper-Ferguson (* 1964), australischer Schauspieler
- Jonathan Ferguson (* 1979), britischer Feuerwaffenhistoriker
- Joseph T. Ferguson (1892–1979), US-amerikanischer Politiker

### K
- Kathleen Ferguson (1931–2022), kanadische Schwimmerin
- Kent Ferguson (* 1963), US-amerikanischer Wasserspringer

### L
- Larry Ferguson (Drehbuchautor) (* 1940), US-amerikanischer Drehbuchautor und Filmregisseur
- Larry Ferguson (Musiker) (1943/44–2015), bahamaischer Sänger und Musiker, Mitgründer von Hot Chocolate
- Laurie Ferguson (* 1952), australischer Politiker
- Lewis Ferguson (* 1999), schottischer Fußballspieler
- Lockie Ferguson (* 1991), neuseeländischer Cricketspieler
- Lynnette Ferguson, neuseeländische Genetikerin und Hochschullehrerin

### M
- Margaret Clay Ferguson (1863–1951), US-amerikanische Pflanzenphysiologin und Hochschullehrerin
- Margaret W. Ferguson (* 1948), US-amerikanische Literaturwissenschaftlerin
- Margaretha Ferguson (1920–1992), niederländische Journalistin
- Marilyn Ferguson (1938–2008), US-amerikanische Schriftstellerin
- Mark Ferguson (Schauspieler) (* 1961), australischer Schauspieler
- Mark Ferguson (Schachspieler) (* 1977), englischer Schachspieler
- Mark E. Ferguson (* 1956), US-amerikanischer Admiral
- Martin Ferguson (* 1953), australischer Politiker
- Matthew Ferguson (* 1973), kanadischer Schauspieler
- Maynard Ferguson (1928–2006), kanadischer Jazztrompeter
- Miguel Atwood-Ferguson, US-amerikanischer Musiker (Streichinstrumente) und Arrangeur
- Mike Ferguson (* 1970), US-amerikanischer Politiker
- Mike Ferguson (Schauspieler) (* 1971), US-amerikanischer Schauspieler, Stuntman und Filmproduzent
- Miriam A. Ferguson (1875–1961), US-amerikanische Politikerin
- Myles Ferguson (1981–2000), kanadischer Schauspieler

### N
- Nathan Ferguson (* 2000), englischer Fußballspieler
- Niall Ferguson (* 1964), britischer Historiker
- Niels Ferguson (* 1965), niederländischer Kryptograph
- Norm Ferguson (Animator) (William Norman Ferguson; 1902–1957), US-amerikanischer Animator
- Norm Ferguson (Eishockeyspieler) (Norman Gerald Ferguson; * 1945), kanadischer Eishockeyspieler und -trainer
- Norman K. Ferguson (1901–1987), US-amerikanischer Politiker

### O
- O’Jay Ferguson (* 1993), bahamaischer Leichtathlet

### P
- Patricia Ferguson (* 1958), schottische Politikerin
- Patrick Ferguson (1744–1780), schottischer Soldat und Waffenschmied
- Perry Ferguson (Filmarchitekt, 1901), US-amerikanischer Filmarchitekt
- Perry Ferguson (Filmarchitekt, 1938), US-amerikanischer Filmarchitekt und Fernseh-Szenenbildner
- Phil Ferguson (1903–1978), US-amerikanischer Politiker
- Priah Ferguson (* 2006), US-amerikanische Kinderdarstellerin

### R
- Ralph Ferguson (1929–2020), kanadischer Politiker
- Rebecca Ferguson (Schauspielerin) (* 1983), schwedische Schauspielerin
- Rebecca Ferguson (Sängerin) (* 1986), britische Sängerin
- Rich Ferguson (1931–1986), kanadischer Leichtathlet
- Richard Brian Ferguson (* 1951), US-amerikanischer Anthropologe, Kulturwissenschaftler und Hochschullehrer
- Robert Ferguson (Geistlicher) (Plotter; um 1637–1714), schottischer Geistlicher, Verschwörer und Publizist
- Robert Ferguson of Raith (1769–1840), schottischer Politiker
- Robert Ferguson (Physiker) (1799–1865), schottischer Physiker
- Robert Ferguson (Bluesmusiker) (1929–2006), US-amerikanischer Sänger und Pianist
- Robert Ferguson (DJ), britischer DJ und Musikproduzent
- Robert Ferguson (Basketballspieler) (* 1985), US-amerikanischer Basketballspieler
- Robert E. Ferguson (1924/25–2016), US-amerikanischer Politiker
- Robert George Ferguson (1883–1964), kanadischer Mediziner
- Rohan Ferguson (* 1997), schottischer Fußballtorhüter
- Ronald Munro-Ferguson, 1. Viscount Novar (1860–1934), britischer Politiker, Generalgouverneur von Australien

### S
- Samuel Ferguson (Dichter) (1810–1886), irischer Dichter und Antiquar
- Samuel Ferguson (Guerillakämpfer) (1821–1865), US-amerikanischer Guerillakämpfer
- Samuel David Ferguson (1842–1916), US-amerikanischer Geistlicher, Bischof der Episkopalkirche
- Samuel P. Ferguson, US-amerikanischer Mathematiker
- Samuel Wragg Ferguson (1834–1917), US-amerikanischer General der Konföderierten
- Sarah Ferguson (* 1959), britische Duchess of York und Autorin
- Sarah Ferguson (Journalistin) (* 1965), australische Journalistin
- Scott Ferguson (* 1973), kanadischer Eishockeyspieler
- Shane Ferguson (* 1991), nordirischer Fußballspieler
- Sheniqua Ferguson (* 1989), bahamaische Leichtathletin
- Sherman Ferguson (1944–2006), US-amerikanischer Jazzmusiker und Musikpädagoge
- Shonel Ferguson (* 1957), bahamaische Leichtathletin
- Sophie Ferguson (* 1986), australische Tennisspielerin
- Stacy Ferguson (* 1975), US-amerikanische Sängerin, siehe Fergie
- Steve Ferguson (1948–2009), US-amerikanischer Musiker

### T
- Terrance Ferguson (Basketballspieler) (* 1998), US-amerikanischer Basketballspieler
- Terrance Ferguson (Footballspieler) (* 2003), US-amerikanischer Footballspieler
- Thomas Ferguson (* 1949), US-amerikanischer Politikwissenschaftler und Hochschullehrer
- Thompson Benton Ferguson (1857–1921), US-amerikanischer Politiker
- Tony Ferguson (* 1984), US-amerikanischer Mixed-Martial-Arts-Kämpfer
- Trevor Ferguson (* 1947), kanadischer Schriftsteller und Dramatiker

### W
- Walker Ferguson (* 1982), US-amerikanischer Radsportler
- Wallace Klippert Ferguson (1902–1983), kanadischer Historiker
- Will Ferguson (William Stener Ferguson; * 1964), kanadischer Schriftsteller
- William Ferguson (Biologe) (1820–1887), britischer Zoologe und Botaniker
- William Ferguson (Politiker) (1882–1950), australischer Politiker (Australian Labor Party) und Aborigines-Führer
- William Ferguson (Rennfahrer) (1940–2007), südafrikanischer Rennfahrer
- William Gouw Ferguson (1632–1695), schottischer Maler
- William Scott Ferguson (1875–1954), US-amerikanischer Althistoriker